# IAS 28
IAS 28 «Инвестиции в ассоциированные и совместные предприятия» — международный стандарт финансовой отчетности, который устанавливает принципы учёта по методу долевого участия инвестиций в ассоциированные и совместные предприятия по справедливой стоимости, действует с 01.01.1990 года. В России введен в действие для применения на территории Российской Федерации приказом Минфина России от 18.07.2012 № 106н.

## Определение
IAS 28 применяется для учёта по методу долевого участия инвестиций в ассоциированные компании и совместные предприятия, за исключением инвестиций, которые принадлежат:
- венчурным фондам;
- совместным и паевым фондам и другим аналогичным финансовым организациям, которые на момент первоначального признания классифицированы как учитываемые по справедливой стоимости с отнесением изменений на финансовый результат и учитываются согласно IFRS 9 «Финансовые инструменты».

Ассоциированная компания — компания, на деятельность которой инвестор оказывает значительное влияние и которая не является ни дочерним предприятием, ни долей участия в совместном предприятии.
Значительные влияние — возможность участия в принятии решений по вопросам финансовой и операционной политики предприятия, но не контроль или совместный контроль над такой политикой.
Контроль — возможность управлять финансовой и хозяйственной политикой компании с тем, чтобы получать выгоды от её деятельности.
Факторы значительного влияния:
- владение от 20 % до 50% акций, имеющих право голоса;
- представительство в совете директоров;
- участие в процессе выработки политики;
- существенные операции между инвестором и объектом инвестиций;
- обмен управленческим персоналом;
- представление важной технической информации.

В случае утраты значительного влияния инвестиция в дальнейшем учитывается согласно IFRS 9 «Финансовые инструменты», а её стоимость при первоначальном признании принимается равной балансовой стоимости на момент потери значительного влияния.

## Метод долевого участия
Инвестиции в ассоциированные компании отражаются методом долевого участия, кроме случаев, когда:
- такая инвестиция классифицирована как предназначенная для продажи в соответствии с IFRS 5;
- предприятие-составитель отчетности является материнской компанией, освобожденной от требования подготовки консолидированной финансовой отчетности в соответствии МСФО (IAS) 27
- в роли инвестора выступает дочерняя компания, находящаяся в полной или частичной собственности другой компании, и её другие владельцы уведомлены и не возражают против того, чтобы инвестор не применял метод долевого участия
- долговые или долевые инструменты инвестора не обращаются на открытом рынке
- инвестор не представлял и не находится в процессе представления своей финансовой отчетности
- головная или любая промежуточная материнская компания инвестора выпускает консолидированную финансовую отчетность для открытого доступа, соответствующую требованиям МСФО.

Метод долевого участия — метод учёта, при котором инвестиции первоначально учитываются по фактическим затратам на приобретение, а затем их балансовая стоимость корректируется на произошедшее после приобретения изменение доли инвестора в чистых активах объекта инвестиций. Прибыль или убыток инвестора включает его долю в результатах деятельности объекта инвестиций.
Ассоциированная компания не является частью группы, так как компания-инвестор не имеет контроля над ней. Группа включает только материнскую компанию и дочерние предприятие.

## Учёт инвестиций в ассоциированной компании
Первоначальное признание инвестиции в ассоциированную компанию осуществляется по себестоимости. В дальнейшем балансовая стоимость этой инвестиции увеличивается или уменьшается в зависимости от доли инвестора в прибыли (убытках) ассоциированной компании, возникшей после даты приобретения:
себестоимость + доля инвестора в приращении прибыли (убытка) с даты приобретения.
Дивиденды, полученные от объекта инвестиций, уменьшают балансовую стоимость инвестиций.
Балансовая стоимость инвестиции корректируется с целью отражения изменений в пропорциональной доле участия инвестора в объекте инвестиций, возникающих в результате изменений в собственном капитале объекта инвестиций, которые не были отнесены на прибыль или убыток.
Стоимость инвестиций в ассоциированную компанию на дату консолидации равна части группы в чистых активах ассоциированной компании (по справедливой стоимости) на отчетную дату плюс гудвилл после обесценения.
В нераспределенную прибыль группы включается принадлежащая компании-инвестору часть нераспределенной прибыль ассоциированной компании, заработанной после даты приобретения.
Гудвилл отдельно не признается, а включается в балансовую стоимость инвестиции в ассоциированную компанию. Стоимость активов и обязательств происходит по справедливой стоимости. Постатейное суммирование активов и обязательств ассоциированной компании не происходит, так как её чистые активы группе не подконтрольны.
В консолидированном отчете о финансовом положении будет включена отдельная статья «Инвестиции, учитываемые с использованием долевого метода».
Если ассоциированная компания применяет учётную политику, отличающуюся от учётной политики инвестора в отношении схожих операций, то при использовании метода долевого участия осуществляются корректировки.
Когда отчетные даты инвестора и ассоциированной компании различаются, тогда отчетность ассоциированной компании корректируется с учётом воздействия существенных операций и событий, произошедших между её отчетной датой и отчетной датой компании-инвестора.
На предмет обесценения проверяется вся инвестиция (путём сравнения её возмещаемой суммы и балансовой стоимости) и оценивается:
- доля в дисконтированной стоимости расчетных будущих денежных потоков, которые, как ожидается, будут генерированы ассоциированной компанией, включая денежные потоки от её операций и поступления от последующей реализации инвестиций
- дисконтированная стоимость расчетных ожидаемых будущих денежных потоков в виде дивидендов, получаемых от ассоциированной компании и от последующей реализации инвестиций.

В консолидированный отчет о совокупном доходе включается отдельная статья «Прибыль от ассоциированной компании» (постатейное суммирование доходов и расходов ассоциированной компании не происходит). Если приобретение акций ассоциированной компании произошло в течение отчетного периода, то распределение её результата производится на пропорционально-временной основе.
Инвестиция в ассоциированную компанию может быть уменьшена до нуля, но не может стать отрицательной даже при наличии у ассоциированной компании убытков после приобретения, так как инвестор прекращает признание своей части убытков и дальнейший учёт ведется за балансом и раскрывается в примечаниях к финансовой отчетности.
Если впоследствии ассоциированная компания вновь станет прибыльной, возобновляется признание своей части прибыли только после того, как причитающаяся ему часть прибыли ассоциированной компании сравняется с ранее непризнанной частью убытков.
Дивиденды к получению группой от ассоциированной компании включаются в статью «Дивиденды к получению» консолидированного отчета о финансовом положении, внутренне остатки дивидендов не исключаются.
Дивиденды, получаемые от ассоциированных компаний, не включается в консолидированный отчет о совокупном доходе.
Доля материнской компании в посленалоговой прибыли ассоциированной компании (то есть до дивидендов) включена в статью «Прибыль от ассоциированной компании».
Остатки дебиторской и кредиторской задолженности по операциям с ассоциированной компаниями не исключаются, то есть задолженность ассоциированной компанией перед другими предприятиями группы является активом, а задолженность предприятий группы перед такой компанией- обязательством.
Нереализованная прибыль исключается в пределах доли инвестора в ассоциированной компании. Чтобы исключить нереализованную прибыль (вне зависимости от направления продажи товаров) необходимо исключить ей из прибыли до налога, а также из нераспределенной прибыли в расчете чистых активов ассоциированной компании до того, как последняя будет включена в финансовую отчетность.